# 15808 Zelter
15808 Zelter (1994 GF10) là một tiểu hành tinh vành đai chính được phát hiện ngày 3 tháng 4 năm 1994 bởi F. Borngen ở Tautenburg.